# Llista de monuments de Sant Julià de Vilatorta
Llista de monuments de Sant Julià de Vilatorta inclosos en l'Inventari del Patrimoni Arquitectònic Català pel municipi de Sant Julià de Vilatorta (Osona). Inclou els inscrits en el Registre de Béns Culturals d'Interès Nacional (BCIN) amb la classificació de monuments històrics, els Béns Culturals d'Interès Local (BCIL) de caràcter immoble i la resta de béns arquitectònics integrants del patrimoni cultural català.
| Monument                                       | Protecció    | Estil/època                                | Localització                                                   | Coordenades                                          | Codi?         | Imatge |
| ---------------------------------------------- | ------------ | ------------------------------------------ | -------------------------------------------------------------- | ---------------------------------------------------- | ------------- | --- |
| Casal de Bellpuig, o Castell dels Moros        | BCIN 1487-MH | XII                                        | Sant Julià de Vilatorta                                        | 41° 55′ 14″ N, 2° 19′ 19″ E / 41.920446°N,2.321924°E | RI-51-0005642 | Casal de Bellpuig (Sant Julià de Vilatorta) · Vegeu més fotos d'aquest monument · Carregueu una nova foto d'aquest monument                        |
| Castell de Sant Llorenç                        | BCIN 1488-MH | Obra popular, historicisme Medieval, XX    | Sant Julià de Vilatorta                                        | 41° 55′ 25″ N, 2° 21′ 32″ E / 41.923558°N,2.358799°E | RI-51-0005643 | Castell de Sant Llorenç (Sant Julià de Vilatorta) · Vegeu més fotos d'aquest monument · Carregueu una nova foto d'aquest monument                  |
| La Sala de Vilalleons                          | BCIN 1490-MH | XIII-XVII, XIX                             | Sant Julià de Vilatorta                                        | 41° 53′ 26″ N, 2° 19′ 23″ E / 41.890437°N,2.323184°E | RI-51-0005645 | La Sala de Vilalleons (Sant Julià de Vilatorta) · Vegeu més fotos d'aquest monument · Carregueu una nova foto d'aquest monument                    |
| Església parroquial de Sant Julià de Vilatorta |              | Romànic, barroc XI, XVI, XVII, XIX         | Sant Julià de Vilatorta Pl. de l'Església                      | 41° 55′ 20″ N, 2° 19′ 28″ E / 41.922219°N,2.324550°E | IPA-23648     | Església parroquial de Sant Julià de Vilatorta · Vegeu més fotos d'aquest monument · Carregueu una nova foto d'aquest monument                     |
| Can Sunyé, Can Marçal                          |              | Obra popular XIX                           | Sant Julià de Vilatorta C. Núria, 8                            | 41° 55′ 23″ N, 2° 19′ 29″ E / 41.923072°N,2.324607°E | IPA-23652     | Carregueu una nova foto d'aquest monument |
| Ca l'Anglada, Can Rafel Buxó                   |              | Historicisme XIX                           | Sant Julià de Vilatorta Pl. Major, 7                           | 41° 55′ 18″ N, 2° 19′ 30″ E / 41.921796°N,2.325077°E | IPA-23653     | Ca l'Anglada (Sant Julià de Vilatorta) · Vegeu més fotos d'aquest monument · Carregueu una nova foto d'aquest monument                             |
| Can Marçal                                     |              | Obra popular                               | Sant Julià de Vilatorta Pl. Major - c. Campanar                | 41° 55′ 19″ N, 2° 19′ 30″ E / 41.921913°N,2.325005°E | IPA-23654     | Can Marçal (Sant Julià de Vilatorta) · Vegeu més fotos d'aquest monument · Carregueu una nova foto d'aquest monument                               |
| Can Miamo                                      |              | Gòtic tardà XVI-XVII                       | Sant Julià de Vilatorta Pl. Major - c. Campanar                | 41° 55′ 19″ N, 2° 19′ 30″ E / 41.922000°N,2.325015°E | IPA-23655     | Carregueu una nova foto d'aquest monument |
| Saló Catalunya, Can Cuca                       |              | Eclecticisme XIX-XX                        | Sant Julià de Vilatorta Compositor R. Victori                  | 41° 55′ 22″ N, 2° 19′ 31″ E / 41.922784°N,2.325177°E | IPA-23656     | Saló Catalunya (Sant Julià de Vilatorta) · Vegeu més fotos d'aquest monument · Carregueu una nova foto d'aquest monument                           |
| Casal Núria                                    | BCIL 2012    | Noucentisme XVIII, XX                      | Sant Julià de Vilatorta Av. Montserrat, 22                     | 41° 55′ 25″ N, 2° 19′ 25″ E / 41.923588°N,2.323493°E | IPA-23657     | Casal Núria (Sant Julià de Vilatorta) · Vegeu més fotos d'aquest monument · Carregueu una nova foto d'aquest monument                              |
| El Boixó                                       |              | Obra popular XVII-XX                       | Sant Julià de Vilatorta Av. de Sant Llorenç - c. Creu del Tall | 41° 55′ 19″ N, 2° 19′ 40″ E / 41.922001°N,2.327742°E | IPA-23658     | Carregueu una nova foto d'aquest monument |
| Església de Santa Maria de Vilalleons          |              | Romànic XI-XII, XIII, XVI, XVII-XVIII, XIX | Sant Julià de Vilatorta Vilalleons                             | 41° 53′ 28″ N, 2° 19′ 05″ E / 41.891118°N,2.318015°E | IPA-23660     | Església de Santa Maria de Vilalleons (Sant Julià de Vilatorta) · Vegeu més fotos d'aquest monument · Carregueu una nova foto d'aquest monument    |
| Rectoria de Santa Maria de Vilalleons          |              | Obra popular XVIII                         | Sant Julià de Vilatorta Vilalleons                             | 41° 53′ 29″ N, 2° 19′ 05″ E / 41.891287°N,2.318062°E | IPA-23666     | Rectoria de Santa Maria de Vilalleons (Sant Julià de Vilatorta) · Vegeu més fotos d'aquest monument · Carregueu una nova foto d'aquest monument    |
| Creu de la Santa Missió, creu de terme         |              | Obra popular XX                            | Sant Julià de Vilatorta Davant de l'església de Vilalleons     | 41° 53′ 28″ N, 2° 19′ 04″ E / 41.891159°N,2.317800°E | IPA-23667     | Creu de la Santa Missió (Sant Julià de Vilatorta) · Vegeu més fotos d'aquest monument · Carregueu una nova foto d'aquest monument                  |
| Cementiri de Vilalleons                        |              | Obra popular XX                            | Sant Julià de Vilatorta Ctra. de Sant Julià, Vilalleons        | 41° 53′ 37″ N, 2° 19′ 08″ E / 41.893559°N,2.318800°E | IPA-23668     | Cementiri de Vilalleons (Sant Julià de Vilatorta) · Vegeu més fotos d'aquest monument · Carregueu una nova foto d'aquest monument                  |
| La Mata                                        |              | Eclecticisme XX                            | Sant Julià de Vilatorta Vilalleons                             | 41° 54′ 36″ N, 2° 18′ 28″ E / 41.909872°N,2.307703°E | IPA-23669     | La Mata (Sant Julià de Vilatorta) · Vegeu més fotos d'aquest monument · Carregueu una nova foto d'aquest monument                                  |
| La Casadevall                                  |              | Obra popular XVII-XVIII                    | Sant Julià de Vilatorta Ctra. de Vilalleons, km 4 esquerra     | 41° 53′ 38″ N, 2° 18′ 59″ E / 41.893991°N,2.316517°E | IPA-23670     | Carregueu una nova foto d'aquest monument |
| La Costa, Can Costa                            |              | Obra popular XVIII                         | Sant Julià de Vilatorta Ctra. de Vilalleons, km 4 esquerra     | 41° 53′ 23″ N, 2° 19′ 32″ E / 41.889702°N,2.325617°E | IPA-23671     | La Costa (Sant Julià de Vilatorta) · Vegeu més fotos d'aquest monument · Carregueu una nova foto d'aquest monument                                 |
| El Casal                                       |              | Obra popular XVIII-XX                      | Sant Julià de Vilatorta Ctra. de Vilalleons, km 2 esquerra     | 41° 54′ 34″ N, 2° 19′ 04″ E / 41.909416°N,2.317824°E | IPA-23672     | Carregueu una nova foto d'aquest monument |
| El Masquí o el Mesquí                          |              | Obra popular XVII-XVIII                    | Sant Julià de Vilatorta Ctra. de Vilalleons, km 2 esquerra     | 41° 54′ 13″ N, 2° 19′ 10″ E / 41.903639°N,2.319371°E | IPA-23674     | Carregueu una nova foto d'aquest monument |
| Cabana del Masquí o del Mesquí                 |              | Obra popular XVII-XVIII                    | Sant Julià de Vilatorta Ctra. de Vilalleons, km 2 esquerra     | 41° 54′ 12″ N, 2° 19′ 11″ E / 41.903260°N,2.319622°E | IPA-23675     | Carregueu una nova foto d'aquest monument |
| Roca Farigola                                  |              | Obra popular                               | Sant Julià de Vilatorta Ctra. de Vilalleons, km 3 dreta        | 41° 53′ 30″ N, 2° 18′ 26″ E / 41.891797°N,2.307225°E | IPA-23677     | Carregueu una nova foto d'aquest monument |
| la Boixeda                                     |              | Obra popular XVII                          | Sant Julià de Vilatorta Ctra. de Vilalleons, km 4 esquerra     | 41° 53′ 44″ N, 2° 18′ 56″ E / 41.895514°N,2.315519°E | IPA-23678     | Carregueu una nova foto d'aquest monument |
| El Gili                                        |              | Obra popular XVII-XIX                      | Sant Julià de Vilatorta Ctra. de Vilalleons, km 4              | 41° 53′ 52″ N, 2° 19′ 10″ E / 41.897823°N,2.319394°E | IPA-23680     | Carregueu una nova foto d'aquest monument |
| La Caseta del Gili                             |              | Obra popular XVII-XVIII                    | Sant Julià de Vilatorta Vilalleons                             | 41° 53′ 54″ N, 2° 18′ 23″ E / 41.898227°N,2.306361°E | IPA-23682     | La Caseta del Gili (Sant Julià de Vilatorta) · Vegeu més fotos d'aquest monument · Carregueu una nova foto d'aquest monument                       |
| Mas Joan                                       |              | Obra popular XVIII                         | Sant Julià de Vilatorta Ctra. Vilalleons, km 2,5               | 41° 54′ 08″ N, 2° 18′ 53″ E / 41.902182°N,2.314784°E | IPA-23683     | Mas Joan (Sant Julià de Vilatorta) · Vegeu més fotos d'aquest monument · Carregueu una nova foto d'aquest monument                                 |
| El Pedrús                                      |              | Obra popular XVIII-XIX                     | Sant Julià de Vilatorta Ctra. Vilalleons, km 2,5               | 41° 54′ 16″ N, 2° 18′ 55″ E / 41.904424°N,2.315411°E | IPA-23684     | Carregueu una nova foto d'aquest monument |
| El Pujol                                       |              | Obra popular XVII-XVIII, XX                | Sant Julià de Vilatorta Ctra. Puiglagulla, Vilalleons          | 41° 53′ 30″ N, 2° 18′ 53″ E / 41.891730°N,2.314854°E | IPA-23686     | Carregueu una nova foto d'aquest monument |
| El Bruguer                                     |              | Obra popular XVIII, XX                     | Sant Julià de Vilatorta Vilalleons                             | 41° 54′ 03″ N, 2° 18′ 53″ E / 41.900783°N,2.314682°E | IPA-23687     | El Bruguer (Sant Julià de Vilatorta) · Vegeu més fotos d'aquest monument · Carregueu una nova foto d'aquest monument                               |
| La Carrera                                     |              | Obra popular XVIII-XX                      | Sant Julià de Vilatorta Vilalleons                             | 41° 54′ 44″ N, 2° 18′ 53″ E / 41.912183°N,2.314747°E | IPA-23688     | La Carrera (Sant Julià de Vilatorta) · Vegeu més fotos d'aquest monument · Carregueu una nova foto d'aquest monument                               |
| La Riereta                                     |              | Obra popular XVII-XVIII                    | Sant Julià de Vilatorta Vilalleons                             | 41° 54′ 33″ N, 2° 18′ 49″ E / 41.909110°N,2.313562°E | IPA-23690     | La Riereta (Sant Julià de Vilatorta) · Vegeu més fotos d'aquest monument · Carregueu una nova foto d'aquest monument                               |
| Canovas o Cànoves                              |              | Neoclassicisme XVII-XVIII, XX              | Sant Julià de Vilatorta Ctra. BV-5201, km 3                    | 41° 54′ 45″ N, 2° 19′ 43″ E / 41.912442°N,2.328734°E | IPA-23692     | Canovas (Sant Julià de Vilatorta) · Vegeu més fotos d'aquest monument · Carregueu una nova foto d'aquest monument                                  |
| Puigsec                                        |              | Eclecticisme XVIII-XX                      | Sant Julià de Vilatorta A 2 km de la població direcció llevant | 41° 55′ 20″ N, 2° 20′ 14″ E / 41.922312°N,2.337097°E | IPA-23693     | Puigsec (Sant Julià de Vilatorta) · Modifica el valor a Wikidata · Carregueu una nova foto d'aquest monument                                       |
| Capella de Sant Ponç                           |              | Obra popular XVIII-XX                      | Sant Julià de Vilatorta Al turó de Puigsec                     | 41° 55′ 21″ N, 2° 20′ 13″ E / 41.922619°N,2.336888°E | IPA-23694     | Carregueu una nova foto d'aquest monument |
| Albareda o Obreda                              |              | Obra popular XVII-XVIII                    | Sant Julià de Vilatorta Al final del c. Sant Roc               | 41° 55′ 32″ N, 2° 19′ 34″ E / 41.925594°N,2.326151°E | IPA-23695     | Albareda (Sant Julià de Vilatorta) · Vegeu més fotos d'aquest monument · Carregueu una nova foto d'aquest monument                                 |
| Lleopart o el Llopart                          |              | Obra popular XVII                          | Sant Julià de Vilatorta Ctra. Sant Julià - Vilalleons          | 41° 54′ 21″ N, 2° 18′ 27″ E / 41.905849°N,2.307532°E | IPA-23696     | Lleopart (Sant Julià de Vilatorta) · Vegeu més fotos d'aquest monument · Carregueu una nova foto d'aquest monument                                 |
| Ermita de Puig-l'agulla                        |              | Barroc XVIII                               | Sant Julià de Vilatorta Puig Montagut o Puig-l'agulla          | 41° 53′ 06″ N, 2° 19′ 37″ E / 41.885059°N,2.326897°E | IPA-23697     | Ermita de Puig-l'agulla (Sant Julià de Vilatorta) · Vegeu més fotos d'aquest monument · Carregueu una nova foto d'aquest monument                  |
| Hostatgeria de Puig-l'agulla                   |              | Obra popular XVII                          | Sant Julià de Vilatorta                                        | 41° 53′ 07″ N, 2° 19′ 37″ E / 41.885267°N,2.326928°E | IPA-23706     | Hostatgeria de Puig-l'agulla (Sant Julià de Vilatorta) · Vegeu més fotos d'aquest monument · Carregueu una nova foto d'aquest monument             |
| Capella de Sant Roc                            |              | Obra popular XVII-XIX                      | Sant Julià de Vilatorta                                        | 41° 55′ 31″ N, 2° 19′ 36″ E / 41.925295°N,2.326771°E | IPA-23707     | Capella de Sant Roc (Sant Julià de Vilatorta) · Vegeu més fotos d'aquest monument · Carregueu una nova foto d'aquest monument                      |
| Col·legi del Roser, antic Col·legi dels Orfes  |              | Modernisme XIX Final                       | Sant Julià de Vilatorta C. Puig i Cunyer                       | 41° 55′ 44″ N, 2° 19′ 10″ E / 41.928846°N,2.319351°E | IPA-23708     | Col·legi del Roser (Sant Julià de Vilatorta) · Vegeu més fotos d'aquest monument · Carregueu una nova foto d'aquest monument                       |
| Capella del Roser del Col·legi del Roser       |              | Historicisme XX                            | Sant Julià de Vilatorta C. Puig i Cunyer                       | 41° 55′ 42″ N, 2° 19′ 10″ E / 41.928224°N,2.319538°E | IPA-23709     | Capella del Roser del Col·legi del Roser (Sant Julià de Vilatorta) · Vegeu més fotos d'aquest monument · Carregueu una nova foto d'aquest monument |
| Casanova de Collsespoies o del Solà            |              | Obra popular XVIII                         | Sant Julià de Vilatorta C. Girona - c. Comtes de Cabrera       | 41° 55′ 52″ N, 2° 18′ 57″ E / 41.931066°N,2.315948°E | IPA-23710     | Carregueu una nova foto d'aquest monument |
| Can Rumia                                      |              | Obra popular XIX                           | Sant Julià de Vilatorta Prop del Mas Aymerich                  | 41° 54′ 44″ N, 2° 18′ 00″ E / 41.912126°N,2.299940°E | IPA-23712     | Can Rumia (Sant Julià de Vilatorta) · Vegeu més fotos d'aquest monument · Carregueu una nova foto d'aquest monument                                |
| Can Goules, Can Pensatibé                      |              | Obra popular XIX                           | Sant Julià de Vilatorta Vilalleons                             | 41° 54′ 47″ N, 2° 18′ 12″ E / 41.913013°N,2.303325°E | IPA-23713     | Can Goules (Sant Julià de Vilatorta) · Vegeu més fotos d'aquest monument · Carregueu una nova foto d'aquest monument                               |
| Casa de la Vall, la Vall                       |              | Obra popular XVI-XVII                      | Sant Julià de Vilatorta Vilalleons                             | 41° 53′ 52″ N, 2° 19′ 28″ E / 41.897891°N,2.324583°E | IPA-23714     | Carregueu una nova foto d'aquest monument |
| La Riera                                       |              | Obra popular XVI-XVII                      | Sant Julià de Vilatorta                                        | 41° 54′ 29″ N, 2° 19′ 17″ E / 41.908179°N,2.321343°E | IPA-23715     | La Riera (Sant Julià de Vilatorta) · Vegeu més fotos d'aquest monument · Carregueu una nova foto d'aquest monument                                 |
| El Puig                                        |              | Obra popular XVII-XVIII                    | Sant Julià de Vilatorta Ctra. Vilalleons                       | 41° 55′ 14″ N, 2° 19′ 12″ E / 41.920541°N,2.319934°E | IPA-23716     | El Puig (Sant Julià de Vilatorta) · Vegeu més fotos d'aquest monument · Carregueu una nova foto d'aquest monument                                  |
| La Coma                                        |              | Obra popular XVIII-XIX                     | Sant Julià de Vilatorta Ctra. Vilalleons                       | 41° 55′ 03″ N, 2° 19′ 16″ E / 41.917391°N,2.321052°E | IPA-23718     | La Coma (Sant Julià de Vilatorta) · Vegeu més fotos d'aquest monument · Carregueu una nova foto d'aquest monument                                  |
| El Pi                                          |              | Obra popular XVIII                         | Sant Julià de Vilatorta Camí de Puigsec                        | 41° 55′ 21″ N, 2° 19′ 46″ E / 41.922470°N,2.329428°E | IPA-23719     | Carregueu una nova foto d'aquest monument |
| El Perer o el Parer                            |              | Obra popular XVII-XVIII                    | Sant Julià de Vilatorta Camí de Cànoves                        | 41° 55′ 12″ N, 2° 19′ 35″ E / 41.919994°N,2.326433°E | IPA-23720     | El Perer (Sant Julià de Vilatorta) · Vegeu més fotos d'aquest monument · Carregueu una nova foto d'aquest monument                                 |
| Ca la Manyana                                  |              | Noucentisme XX Inici                       | Sant Julià de Vilatorta C. Verge de Montserrat, 38             | 41° 55′ 19″ N, 2° 19′ 25″ E / 41.922062°N,2.323549°E | IPA-34014     | Ca la Manyana (Sant Julià de Vilatorta) · Vegeu més fotos d'aquest monument · Carregueu una nova foto d'aquest monument                            |
| Can Pallàs                                     | BCIL 2012    | Noucentisme                                | Sant Julià de Vilatorta C. Verge de Montserrat, 36             | 41° 55′ 20″ N, 2° 19′ 25″ E / 41.92223°N,2.32349°E   | IPA-34015     | Can Pallàs (Sant Julià de Vilatorta) · Vegeu més fotos d'aquest monument · Carregueu una nova foto d'aquest monument                               |
| La Quintana                                    |              | Obra popular XVI-XVIII                     | Sant Julià de Vilatorta Ctra. de Vilalleons                    | 41° 55′ 17″ N, 2° 19′ 01″ E / 41.921446°N,2.316825°E | IPA-34119     | La Quintana (Sant Julià de Vilatorta) · Vegeu més fotos d'aquest monument · Carregueu una nova foto d'aquest monument                              |
| Can Planas                                     | BCIL 1985    |                                            | Sant Julià de Vilatorta                                        | 41° 55′ 34″ N, 2° 18′ 59″ E / 41.926081°N,2.316317°E | IPA-35045     | Can Planas (Sant Julià de Vilatorta) · Vegeu més fotos d'aquest monument · Carregueu una nova foto d'aquest monument                               |
| Can Torras                                     | BCIL 1985    |                                            | Sant Julià de Vilatorta                                        | 41° 55′ 36″ N, 2° 18′ 54″ E / 41.926731°N,2.314959°E | IPA-35046     | Can Torras (Sant Julià de Vilatorta) · Vegeu més fotos d'aquest monument · Carregueu una nova foto d'aquest monument                               |
| Porteria de Can Torras                         | BCIL 1985    |                                            | Sant Julià de Vilatorta                                        | 41° 55′ 37″ N, 2° 18′ 52″ E / 41.926989°N,2.314552°E | IPA-35047     | Carregueu una nova foto d'aquest monument |
| Font d'en Titus                                |              |                                            | Sant Julià de Vilatorta                                        | 41° 55′ 42″ N, 2° 18′ 52″ E / 41.928286°N,2.314514°E | IPA-35055     | Font d'en Titus (Sant Julià de Vilatorta) · Vegeu més fotos d'aquest monument · Carregueu una nova foto d'aquest monument                          |
| Font d'en Pep                                  |              |                                            | Sant Julià de Vilatorta                                        | 41° 55′ 27″ N, 2° 19′ 06″ E / 41.924234°N,2.318441°E | IPA-35056     | Font d'en Pep (Sant Julià de Vilatorta) · Vegeu més fotos d'aquest monument · Carregueu una nova foto d'aquest monument                            |
| Torre de telegrafia de Montagut                |              | XIX                                        | Sant Julià de Vilatorta Puig l'Agulla                          | 41° 52′ 59″ N, 2° 19′ 41″ E / 41.882994°N,2.327976°E | IPA-48931     | Carregueu una nova foto d'aquest monument |